# Opryszky
Opryszky (ukr. Опришки) – wieś na Ukrainie, w obwodzie połtawskim, w rejonie krzemieńczuckim, w hromadzie Hłobyne. W 2001 liczyła 740 mieszkańców.